# Vaalimaa
Vaalimaa est un village de la municipalité de Virolahti en Finlande qui sert de frontière avec la Russie. Vaalimaa est le poste frontière le plus passager entre la Finlande et la Russie. 
Le poste frontière de Vaalimaa est traversé par la  Route européenne E18 et est aussi l'extrémité de la Route nationale 7 qui part d’Helsinki. 

## La douane de Vaalimaa
La frontière est souvent embouchonnée à cause des procédures des douanes russes. À l'époque de Noël 2007, il y eut une file d'attente de camions de plus de cinquante kilomètres de long. 
Les voitures et les camions ont des files d’attente séparées. La frontière peut être franchie à bicyclette mais pas à pied.

### Transports en commun
- « Horaires de la ligne de bus Helsinki-Viipuri-Saint-Petersbourg », Savonlinja Oy (consulté le 27 décembre 2011)
- « Horaires de la ligne de bus Turku-Helsinki-Viipuri-Saint-Petersbourg », Sovavto (consulté le 27 décembre 2011)